# Felcsút
Felcsút je selo u Biloj županiji, u Mađarskoj. 

## Povijest
Selo se prvi put spominje 1269. kada je njegovo ime nastalo od osobnog imena Csút i pridjeva fel, što na mađarskom znači gornji. U srednjem vijeku posjednici sela bili su križari iz Stolnog Biograda, a u 15. stoljeću ono je postalo posjedom reda sv. Pavla prvog pustinjaka. U razdoblju između 16. i 19. stoljeća posjednici su se često mijenjali.
Katolička crkva u klasicističkom stilu građena je od 1828. do 1840., a kalvinska crkva dovršena je 1895.

## Gospodarstvo
Godine 2009. Felcsút je postao najbogatije mađarsko naselje po glavi stanovnika (171.092 HUF), čime je pretekao dotada najbogatije budimpeštanske okruge II i XII. Godinu prije, selo je u istoj statistici zauzimalo 336. mjesto.
Takav gospodarski uzlet Felcsút duguje mađarskom premijeru Viktoru Orbánu, koji je ondje odrastao, a koji je predložio nekoliko infrastrukturnih projekata, uključujući i stadion Pancho Aréna te uskotračnu željezničku prugu, koja bi trebala biti završena 2019.

## Šport
- Puskás Akadémia FC, nogometni klub

## Vanjske poveznice
- Službene stranice (mađ.)